# 直腸

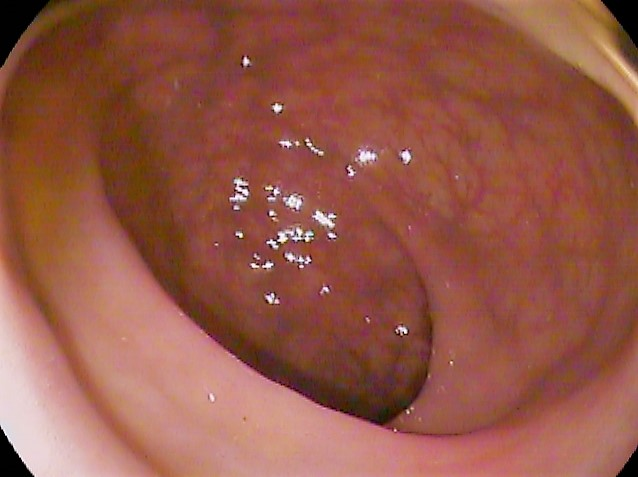
正常な直腸

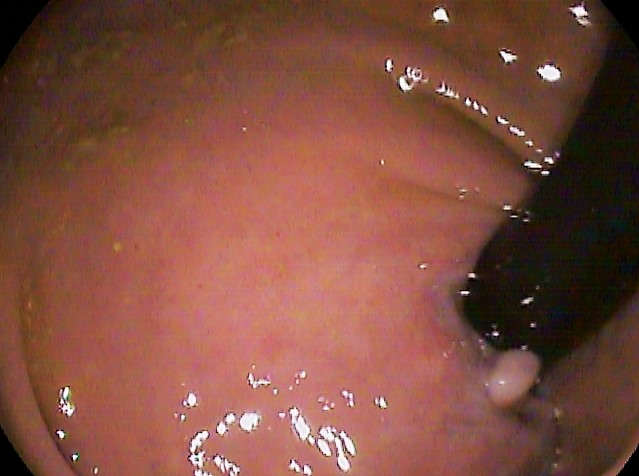
大腸内視鏡検査時の直腸における反転操作時の画面。内肛門口と内痔核が観察される

直腸（ちょくちょう、rectum）は、肛門直前の腸の部分である。ヒトでは大腸のうち仙骨上端から肛門管直上までの部分である。

## 動物一般
消化管はほとんどの動物では入り口から出口への一方通行であり、口から取り入れられた食物は途中で消化吸収されて肛門から排出される。その、排出される寸前の部分が直腸である。体外への排出のための筋肉が発達している。逆に消化吸収の機能は乏しい。
サメの直腸の末端には直腸腺と呼ばれる塩分などの余計なミネラル類を外部に排出するイオノサイト（塩類細胞）を持つ器官がある。

## ヒトの直腸
S状結腸が仙骨前面に達すると直腸になり、その前面を "仙骨の湾曲に沿って" 下降する。骨盤の下壁に届くと急に後方へとほぼ直角に屈曲して外界に開く（外界開口部は肛門）。直腸の長さは個人差はあるが、凡そ20cm前後である。

## 解剖所見（肛門含む）
直腸は他の大腸と同じく「粘膜」「筋層」「漿膜」の3層より構成される（下部直腸は腹腔外にあるため漿膜は存在しない）。大腸では消化作用は殆ど無く、水の吸収が主である。上皮は単層円柱上皮で覆われている。また、肛門の表面は機械的な刺激に強い重層扁平上皮で覆われている。肛門の真上では内輪筋が特に発達しており、内肛門括約筋を構成する。平滑筋で出来たこの括約筋のほかに、横紋筋で出来た外肛門括約筋がある。前者は反射的に、後者は意思に従って肛門を開閉する。直腸と肛門は解剖学的には上皮で区別されるが、外科学的には肛門括約筋より上部が直腸、下部が肛門管と解剖学的な区別より上位となっている。直腸は上部からRs（直腸S状部）、Ra、Rbの3つに分けられる。Rsは腸間膜を有するため、厳密にはS状結腸の一部であるが、日本では一般的に直腸の一部として扱い、Rsに発生したがんを直腸がんと呼称する。これに対し，欧米ではRsに発生したがんはS状結腸がんと呼称する。RsとRaは第2仙椎下縁で、RaとRbは腹膜翻転部で区別される。（反転部、が一般的であるが正確には「翻転部」である。）これはアルファベット順のa,b,ではなく、腹膜飜転部より上か下か、すなわちaboveとbelowの頭文字である。特にRaとRbの区分は重要であり、どちらに病巣があるかで、手術様式が変わってくる。注腸造影や内視鏡検査の際には、第2ヒューストン弁が腹膜翻転部の部位とほぼ一致するため、病変の位置を知る大きな目安となる。